# Sisilli 2 km
Sisilli 2 km (시실리 2km?), noto anche con i titoli internazionali Sisily 2 km e To Catch a Virgin Ghost, è un film del 2004 diretto da Shin Jung-woon.

## Trama
Un gruppo di criminali, dopo aver rubato un prezioso diamante, giunge nella fuga in un misterioso villaggio rurale chiamato Sisilli. Gli abitanti del posto sembrano nascondere un inquietante segreto, e uno dei criminali viene peraltro avvicinato da una giovane ragazza fantasma.